# Erythridula meridiana
Erythridula meridiana är en insektsart som först beskrevs av Hepner 1977.  Erythridula meridiana ingår i släktet Erythridula och familjen dvärgstritar. Inga underarter finns listade i Catalogue of Life.